# استان های دونگ
استان های دونگ (به لاتین: Hải Dương Province) یک استان در ویتنام است که در منطقه دلتا رود قرمز واقع شده‌است.

## خصوصیات
استان های دونگ ۱٬۶۴۸٫۴ کیلومترمربع مساحت و ۱٬۶۹۸٬۳۰۰ نفر جمعیت دارد.